# Dajr Amr
Dajr Amr (arab. دير عمرو) – nieistniejąca już arabska wieś, która była położona w Dystrykcie Jerozolimy w Mandacie Palestyny. Wieś została wyludniona i zniszczona podczas I wojny izraelsko-arabskiej, po ataku Sił Obronnych Izraela w dniu 17 lipca 1948.

## Położenie
Dajr Amr leżała na szczycie wzgórza w północno-zachodniej części Judei. Według danych z 1945 do wsi należały ziemie o powierzchni 3 072 ha. We wsi mieszkało wówczas 10 osób.
| własność gruntów | powierzchnia gruntów (hektary) |
| ---------------- | ------------------------------ |
| Arabowie         | 3 072                          |
| Żydzi            | 0                              |
| publiczne        | 0                              |
| Razem            | 3 072                          |

| Rodzaj użytkowanych gruntów | Arabowie (hektary) | Żydzi (hektary) |
| --------------------------- | ------------------ | --------------- |
| uprawy oliwek               | 5                  | 0               |
| uprawy nawadniane           | 18                 | 0               |
| uprawy zbóż                 | 650                | 0               |
| nieużytki                   | 2 402              | 0               |
| zabudowane                  | 2                  | 0               |

## Historia
W okresie panowania Brytyjczyków Dajr Amr była małą wsią. W 1942 utworzono gospodarstwo rolne ze szkołą dla chłopców, w której w 1946 uczyło się 60 uczniów.
Podczas wojny domowej w Mandacie Palestyny arabskie milicje działające ze wsi Dajr Amr atakowały żydowskie konwoje do Jerozolimy, paraliżując komunikację w tym rejonie. W okresie tym wszyscy mieszkańcy opuścili wieś. Gdy podczas I wojny izraelsko-arabskiej w pobliżu wioski wybudowano Drogę Birmańską, jej sąsiedztwo stwarzało poważne zagrożenie dla bezpieczeństwa żydowskich transportów. Z tego powodu podczas operacji Danny w dniu 17 lipca 1948 wieś zajęli izraelscy żołnierze.

## Miejsce obecnie
Tereny wioski Dajr Amr stanowią od 1950 część wioski Ejtanim.
Palestyński historyk Walid Chalidi, tak opisał pozostałości wioski Dajr Amr: „Teren jest ogrodzony, a brama strzeżona. Wszystkie domy stoją, a przy niektórych stoją nowe dobudowane zabudowania. Między domami rosną duże cyprysy i drzewa chleba świętojańskiego. Na południowym skraju wsi istnieje gaj oliwny. Na południowym skraju obszaru firma telekomunikacyjna Bozeq stworzyła duży zakład z urządzeniami nadawczymi. W pobliżu jest szpital psychiatryczny Ejtanim”.